# Punishers LEMC

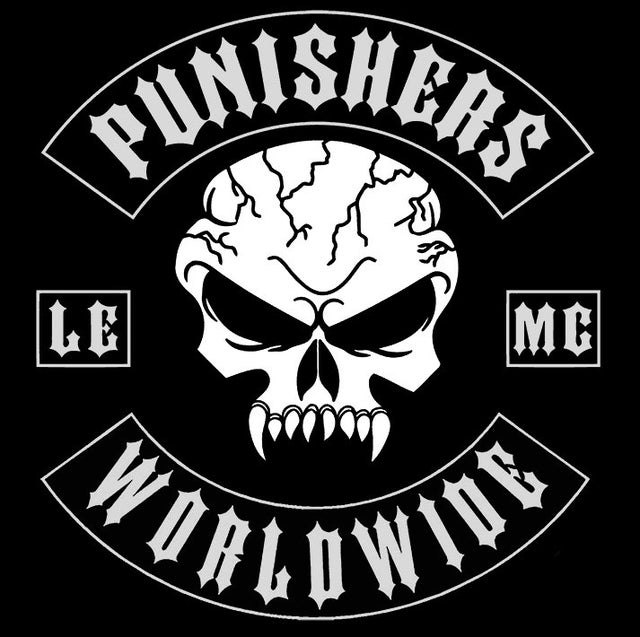

Der Punishers Law Enforcement Motorcycle Club (kurz: Punishers LE/MC) ist ein Motorradclub für Polizei-, Zollfahndungs- oder Justizvollzugsbeamte.

## Geschichte
Der Punishers LE/MC gründete sich im Jahr 1999 als Motorradclub für Motorrad fahrende Polizeibeamte in New York City. Das erste Chapter in Europa entstand in Deutschland.

## Zweck
In Europa ist der Punishers LE/MC in Frankreich, Italien, Slowenien, der Schweiz, Spanien, Portugal, Deutschland, den Niederlanden, Belgien und Österreich vertreten. Weltweit ist der Punishers LE/MC mit mehr als 80 Chaptern in den USA, Kanada und Europa aktiv. Der Punishers LE/MC fördert soziale Projekte unterstützt und hilft befreundeten Polizei-, Zollfahndungs- oder Justizvollzugsbeamten sowie deren Familien und setzt sich für die Sicherheit von Motorradfahrern ein.
Ein verwandter und befreundeter Club ist der Blue Knights Law Enforcement Club.

## Mitgliedschaft
Mitglied in einem Chapter kann werden, wer Polizeibeamter, Zollfahndungs- oder Justizvollzugsbeamter ist und Motorrad fährt. Ausnahmen von dieser Regel sind zulässig. Als klassischer Motorradclub nimmt der Punishers LE/MC nur Männer als Mitglieder auf. Die Mitglieder haben die Möglichkeit, mit ihren Familien an lokalen, nationalen und internationalen Treffen und Begegnungen teilzunehmen und solche zu veranstalten.